# Bundesstraße 7
La Bundesstraße 7 (B7) è una strada federale della Germania. Parte dal confine olandese presso Venlo e, attraversando la Germania da ovest ad est, termina a Rochlitz, cittadina vicina a Chemnitz. In alcuni luoghi, come Kassel e Calden, viene chiamata "Holländische Straße" (Strada Olandese).

## Storia
Da Eisenach ad Erfurt essa segue il tracciato dell'antica Via Regia.
La porzione che va da Wuppertal ad Hagen venne realizzata già nel 1788 ed è perciò una delle strade più antiche della Germania occidentale, mentre quella tra Iserlohn e Menden fu costruita fra il 1816 ed il 1817.
L'originale Reichsstraße 7 (R7) da Schmölln attraversava la Sassonia fino a Dresda, dove si ricollegava alla Bundesstraße 6. Il tratto fra Chemnitz e Dresda è ora denominato Bundesstraße 173.
Oggi alcune parti della B7 sono state rimpiazzate da autostrade: ad esempio, fra Hagen e Iserlohn essa viene sostituita dalla Bundesautobahn 46.